# Prokurationsvielse
Prokurationsvielse, vielse ved prokuration eller vielse ved stedfortræder er en vielse, hvor en af parterne i ægteskabet ikke er fysisk tilstede ved brylluppet og ofte er repræsenteret ved en stedfortræder. Hvis begge parter er fraværende er der tale om en dobbelt prokurationsvielse.
I Danmark er det et krav, at begge parter er til stede under vielsen og erklærer at ville indgå ægteskab med hinanden.

## Refereceer
1. ↑  Ægteskabsloven § 20

| Familie | Spire Denne artikel om familie og parforhold er en spire som bør udbygges. Du er velkommen til at hjælpe Wikipedia ved at udvide den. |